# Bhulepur
Bhulepur (hindi भुलेपुर) – miasto w północnych Indiach w stanie Uttar Pradesh, na Nizinie Hindustańskiej.
Populacja miasta w 2001 roku wynosiła 5413 mieszkańców.